# Гана и Европейский союз
Отношения между Ганой и Европейским союзом регулируются посредством Котонусского соглашения, принятого в 2000 году и регулирующего политический, торговый диалог, а также диалог в области развития, управления и прав человека.

## История
Гана является единственной африканской страной, подписавшей с Европейским союзом Соглашение о добровольном партнёрстве по обеспечению соблюдения лесного законодательства (FLEGT), принятого в 2003 году.
В декабре 2007 года Гана и Европейский союз в рамках 10-го Европейского фонда развития подписали документ о развитии страны с бюджетом в 367 миллионов евро, который подразумевал сотрудничество с 2008 по 2020 год. Данный фонд разделяется в основном на 3 направления помощи Гане: транспортное сообщение и региональная интеграция (76 млн евро), управление (95 млн евро), и общая бюджетная поддержка (175 млн евро). Остаток данного пакета по развитию (21 млн евро) ушел на упрощение процедур торговли, вопросы миграции и технологическое сотрудничество. Цели данной кооперации — улучшение доступа Ганы к мировым рынкам посредством строительства инфраструктуры, создание более прозрачной и эффективной бюрократической системы и укрепление демократии.
После вступления в силу Лиссабонского договора в 2009 году, политический диалог между Ганой и Европейским союзом регулируется Европейской службой внешних связей.
21 апреля 2021 года Европейский союз и страны АКТ (в организацию которых входит и Гана) подписали новое партнёрское соглашение, тем самым продлив ещё на 20 лет Контонусское соглашение.